# Brasema basicuprea
Brasema basicuprea är en stekelart som först beskrevs av Walker 1852.  Brasema basicuprea ingår i släktet Brasema och familjen hoppglanssteklar. Inga underarter finns listade.